# Otto Stern

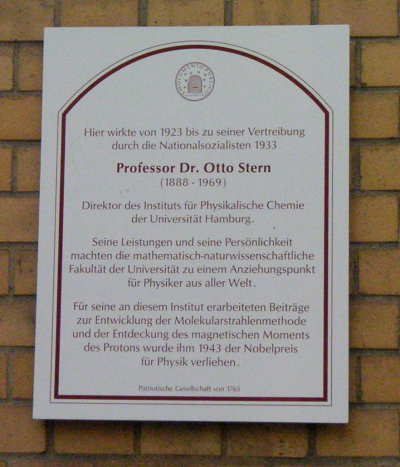
Placa conmemorativa de Otto Stern en la Universidad de Hamburgo.

Otto Stern (Sohrau, actual Polonia, 17 de febrero de 1888-Berkeley, California, 17 de agosto de 1969) fue un físico alemán, nacionalizado estadounidense, premio Nobel de Física en 1943.

## Biografía
Estudió en la Universidad de Breslau, siendo, posteriormente, profesor en la Escuela Técnica de Zúrich, en la Universidad de Fráncfort y en la Universidad de Hamburgo. En 1933 dimitió como profesor en esa universidad, trasladándose a los Estados Unidos, donde obtuvo el cargo de profesor de investigación de física en el Instituto Carnegie de Tecnología (hoy Universidad Carnegie Mellon) en Pittsburgh, Pensilvania. 

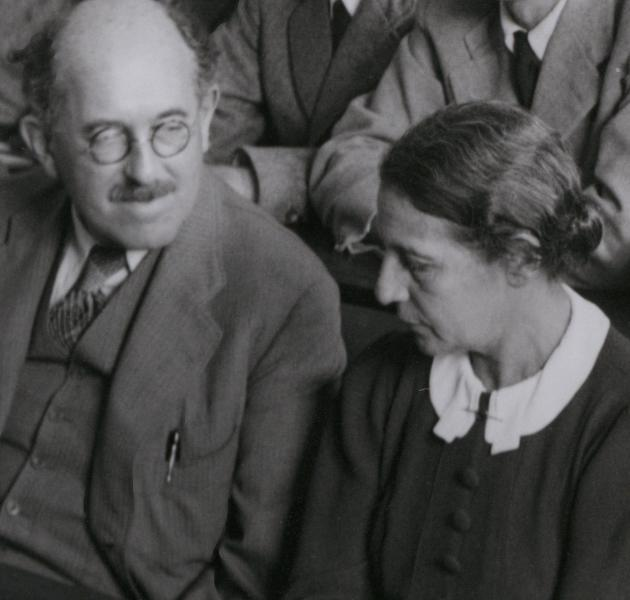
Otto Stern, Lise Meitner (1937)

En sus labores de investigación, calculó el momento magnético del átomo de plata. También, halló para el momento magnético del protón un valor 2,5 veces mayor que el predicho por la teoría de Paul Dirac. 
Fue galardonado en 1943 con el premio Nobel de Física por sus estudios sobre los haces moleculares, las propiedades magnéticas de los átomos y el descubrimiento del momento magnético del protón en una serie de experimentos realizados en colaboración con Walther Gerlach conocidos popularmente como experimento de Stern y Gerlach.